# Opavice
L'Opavice est une rivière de République tchèque et de Pologne d'une longueur de 35,7 km. Elle est un affluent de l'Opava et donc un sous-affluent de l'Oder.